# Фейлес, Дорон
Доро́н Фе́йлес (ивр. דורון פיילס‎; род. 7 февраля 1965,  Хайфа, Израиль) — 14-й председатель Военного апелляционного суда Израиля (с августа 2016 по февраль 2022 года), генерал-майор запаса Армии обороны Израиля.

## Биография
Фейлес родился 7 февраля 1965 года в Хайфе в семье Тибора (1927—2008) и Хадасы (1933—2012) Фейлес, выходцев из Венгрии, переживших Холокост. В 1983 году окончил школу имени Лео Бека в Хайфе.
Изучал юриспруденцию на факультете юриспруденции Тель-Авивского университета в рамках программы «академического резерва» (ивр. העתודה האקדמית‎), позволяющей получение отсрочки от службы в армии ради получения высшего образования для дальнейшей службы в армии по полученной специальности.
По получении степени бакалавра юриспруденции в 1987 году Фейлес поступил на службу в Военной прокуратуре в Армии обороны Израиля. Служил в Департаменте юридической консультации и законодательства Военной прокуратуры, затем военным обвинителем, а в дальнейшем на постах Главного военного защитника Северного военного округа и заместителя Главного военного прокурора ВВС.
С 1992 по 1994 год был судьёй военного суда на Западном берегу реки Иордан.
31 августа 1995 года был назначен судьёй окружного военного суда, исполнял должности заместителя Председателя (Президента) Военного суда Южного военного округа и Командования сухопутных войск и заместителя Председателя (Президента) Военного суда Центрального военного округа и ВВС.
В 2000 году был назначен на должность Председателя (Президента) Военного суда Центрального военного округа и ВВС в звании полковника, параллельно исполнял должность судьи Военного суда по делам о терроризме в Лоде, а в 2002 году также временно исполнял должность судьи Военного апелляционного суда.
В 2006 году также окончил учёбу на степень магистра юриспруденции в Университете имени Бар-Илана.
В 2008 году был назначен судьёй Военного апелляционного суда Израиля и заместителем Председателя (Президента) данного суда. В 2010 году Фейлесу было присвоено звание бригадного генерала.
15 августа 2016 года Фейлесу было присвоено звание генерал-майора, и он был назначен Председателем (Президентом) Военного апелляционного суда Израиля вместо ушедшего в запас генерал-майора Шая Янива. В рамках своей деятельности на посту, в качестве командира подразделения военных судов Армии обороны Израиля, Фейлис, помимо прочего, осуществил в начале 2018 года проект учреждения интегративного военного суда (ивр. בית הדין הצבאי המשלב‎), основанного на подходе, видящем в самом судебном процессе в подходящих случаях инструмент исправления и социальной реабилитации обвиняемого. Также курировал процесс учреждения комплекса «Неве-Цедек» на военной базе «Бейт-Лид», предназначенного объединить все окружные военные суды в одном комплексе.
31 декабря 2021 года сложил с себя полномочия Председателя Военного апелляционного суда Израиля в связи с выходом на пенсию, а 13 февраля 2022 года передал пост генерал-майору Орли Маркман — первой женщине на посту.
Женат на Нурит Фейлес, отец троих детей.

## Обзор судебной практики
В постановлениях Фейлеса отображалось его видение системы военных судов не только как института, занимающегося крайне значимыми для армии вопросами, но и исполняющего важную общественную функцию, выражающуюся в рассмотрении вызывающих широкий общественный резонанс вопросов этоса, морали и ценностной ориентации (как, например, в деле сержанта Эльора Азарии, обвинённого в убийстве раненого террориста в городе Хеврон в 2016 году), а также в необходимости активно противостоять отрицательным общественным явлениям вроде половых преступлений и транспортных аварий и принимать во внимание соображения общественного характера вроде содействия сокращению социального неравенства.
Внимание Фейлеса занимали и новые вопросы, вызванные распространением сотовых телефонов, как с точки зрения их потенциала служить инструментом нарушения неприкосновенности частной жизни, так и с точки зрения процессуальных вопросов, связанных с обыском сотовых телефонов и использованием изъятой из них информации в качестве доказательства. Вопросом, занимавшим систему военных судов под руководством Фейлеса стало также решение Военной прокуратуры о смягчении политики борьбы с использованием военнослужащими «лёгких наркотиков» вне рамок военной службы, что вызвало необходимость пересмотреть ранее принятые стандарты относительно преследования, содержания под стражей, наказания и регистрации судимости военнослужащих, совершивших подобные преступления.

## Публикации
- История рассудит: 70 лет военного правосудия = ההיסטוריה תשפוט: 70 שנות שפיטה צבאית (иврит) / под ред. О. Маркман, Д. Фейлеса. — Тель-Авив: Модан, Министерство обороны Израиля, 2019. — 231 с.